# Joep Franssen
Joep Franssen, bijnaam Jupke, (Voerendaal, 6 december 1899 – Ubachsberg, 27 februari 1975) was een Nederlands wegwielrenner. Hij was professional van 1922 tot 1933.
In 1924 won hij de Ronde van Zuid-Limburg. Een belangrijke overwinning van Franssen was echter in 1927 toen hij nationaal kampioen op de weg werd bij de elite vóór Rinus van Rooy en Gerrit van den Berg. Wellicht de meest indrukwekkende prestatie van Franssen was dat hij in 1929 het kampioenschap van Nederland op de weg won, waarin professionals, amateurs en onafhankelijken tegelijkertijd reden, maar omdat hij deelnam als onafhankelijk renner, komt hij niet voor in de uitslagen die gewoonlijk geciteerd worden, omdat die voor profs zijn; de eerste professioneel renner over de streep was Hans Bockom die, doorgaans genoemd als de kampioen van Nederland in 1929, in de volledige uitslag echter op de negende plaats uitkwam. In 1925 behaalde Franssen ook al een derde plaats op het NK op de weg achter Jorinus van der Wiel en Piet Ikelaar.
In 1929 en 1930 nam Franssen deel aan het WK op de weg. Beide keren behaalde hij een vijftiende plaats.
In 1931 waren er gesprekken met de organisatie van de Tour de France om Franssen deel te laten nemen (in de touristenafdeling). Als dit was doorgegaan, was Franssen de eerste Nederlandse Tourdeelnemer geweest.

## Resultaten in voornaamste wedstrijden
| Jaar |  | WK op de weg |
| ---- |  | ------------ |
| 1929 |  | 15e          |
| 1930 |  | 15e          |